# Теракт в Могадишо (2009)
Террористический акт в Могадишо 3 декабря 2009 года — теракт, совершённый в гостинице «Шамо» в столице Сомали Могадишо.

## Ход теракта
3 декабря 2009 года в отеле «Шамо» (англ. «Shamo»), расположенном в центре сомалийской столицы, проходила торжественная церемония вручения дипломов выпускникам одного из высших учебных заведений Сомали. На этом мероприятии присутствовали представители высшего эшелона власти страны, а также несколько сотен студентов вузов и журналисты, освещавшие это событие.
Террорист-смертник, переодетый в женскую одежду, проник в зал, где проходила праздничная церемония, и во время выступления одного из участников активировал безоболочное взрывное устройство.
В результате террористической атаки погибли по меньшей мере 22 человека. Среди погибших — высшие чиновники Сомали: министр здравоохранения Камар Аден Али, министр образования Ахмед Абдиллахи Вайел, министр культуры и высшего образования Хасан Аадоу. Жертвами взрыва также стали оператор телеканала «Аль-Арабия» и репортер радио «Шабелле». Также был тяжело ранен министр спорта Салебан Олад Робле, умерший через два месяца.

### Об источнике атаки
Ни одна из радикальных группировок так и не взяла на себя ответственность за случившееся. Тем не менее, большинство экспертов полагают, что это преступление — дело рук членов исламистской группировки «Аш-Шабаб», которые активно ведут вооруженную борьбу за создание в Сомали исламского государства, живущего по законам шариата. «Аш-Шабаб» имеет тесные связи с «Аль-Каидой».